# إيما جوندرون
إيما جوندرون (بالإنجليزية: Emma Gendron) (15 يوليو 1897 في كندا - 22 يونيو 1952، مونتريال في كندا)؛ كاتبة مسرحية، كاتبة سيناريو، صحفية وروائية كندية.

## روابط خارجية
- إيما جوندرون على موقع IMDb (الإنجليزية)